# Chenopodium desiccatum
Chenopodium desiccatum är en amarantväxtart som beskrevs av Aven Nelson. Chenopodium desiccatum ingår i släktet ogräsmållor, och familjen amarantväxter. Inga underarter finns listade i Catalogue of Life.